# Romuald Gumiński
Romuald Gumiński (ur. 20 listopada 1896 w Warszawie, zm. 26 października 1952 tamże) – polski klimatolog, profesor Uniwersytetu Warszawskiego.

## Życiorys
W roku 1918 rozpoczął studia na Wydziale Filozoficznym Uniwersytetu Warszawskiego w zakresie geografii. Służba wojskowa na krótko przerwała tok jego studiów; zdemobilizowany w roku 1921, wrócił natychmiast do Zakładu Geografii, gdzie pod kierunkiem prof. Stanisława Lencewicza rozszerzał i pogłębiał swoje zainteresowania w dziedzinie meteorologii i klimatologii. W roku 1929 na podstawie monograficznej pracy pt: "Wilgotność powietrza w Polsce" uzyskał stopień doktora filozofii. W roku 1923 podjął pracę w Państwowym Instytucie Meteorologicznym, szybko przeszedł kolejne szczeble: asystenta, adiunkta, naczelnika wydziału klimatologicznego, wreszcie wicedyrektora, a nawet okresowo dyrektora PIM. Zajmował się pracą redaktorską „Wiadomości Meteorologicznych”, czy „Roczników Państwowego Instytutu Meteorologicznego”. Jego zasługą jest stworzenie w Państwowym Instytucie Meteorologicznym działu meteorologii rolniczej, przekształconego po wojnie na referat klimatologii rolniczo-leśnej. W 1930 został delegowany do Czechosłowacji, Austrii i Niemiec dla zapoznania się z pracami analogicznych placówek zagranicznych. W roku 1932 habilitował się w zakresie klimatologii w Wolnej Wszechnicy Polskiej, w roku 1937 uzyskał weryfikację stopnia docenta przez Ministerstwo, w roku 1949 został przeniesiony do SGGW. W roku 1951 został mianowany profesorem Uniwersytetu Warszawskiego i kierownikiem świeżo utworzonej Katedry Klimatologii na Wydziale Biologii i Nauk o Ziemi. W czasie okupacji nie przerywał pracy i prowadził wykłady na tajnym uniwersytecie. Dawni słuchacze wspominali, jak Gumiński, pomimo dużego wówczas tłoku w tramwajach, pieczołowicie przewoził przyrządy, aby studentom dać choć namiastkę ćwiczeń. Olbrzymią jego zasługą jest rewindykowanie całego archiwum PIM, wywiezionego w 1944 do Niemiec. Po powstaniu warszawskim Gumiński wraz z rodziną został wywieziony do Niemiec na roboty. Koniec wojny zastał go w Turyngii, w pobliżu Gothy, gdzie, jak mu było wiadomo, zostało zdeponowane archiwum PIM. We wrześniu 1946 wrócił do Warszawy przywożąc 73 skrzynie rewindykowanych materiałów. Natychmiast po powrocie podjął pracę w Państwowym Instytucie Hydrologiczno-Meteorologicznym, najpierw na stanowisku konsultanta naukowego, a od lipca 1947 zastępcy dyrektora do spraw meteorologii; na tym stanowisku pozostał aż do śmierci. Autor szeregu publikacji dotyczących klimatu na ziemiach polskich. Twórca stosowanej po dziś dzień regionalizacji rolniczo-klimatycznej. Pochowany na warszawskich Powązkach (kwatera 199 rząd 2 grób 26).
Był encyklopedystą. Został wymieniony w gronie 180 edytorów pięciotomowej Ilustrowanej encyklopedii Trzaski, Everta i Michalskiego wydanej w latach 1926–1928 gdzie zredagował hasła związane z meteorologią  .
Materiały archiwalne Romualda Gumińskiego znajdują się w PAN Archiwum w Warszawie pod sygnaturą III-64.